# Luís Guilherme de Moncada, 7.º Duque de Montalto
Luís Guilherme de Moncada y Aragón (em espanhol: Luis Guillén de Moncada y Aragón; Collesano, 1 de janeiro de 1614 - Madri, 4 de maio de 1672) foi um fidalgo e estadista espanhol, VII Duque de Montalto e de Bivona, Príncipe de Paternò, Grande da Espanha, Cavaleiro da Ordem do Tosão de Ouro, Tenente do Vice-Rei da Sicília em 1635, Vice-Rei da Sardenha em 1644, de Valência em 1652, Embaixador de Filipe IV no Sacro Império Romano, Conselheiro de Estado e a partir de 1667 Cardeal.
Morreu em Madri aos 58 anos de idade, sendo enterrado no convento dos Capuchinhos de Santo Antônio em Madri, embora dois anos depois seus restos mortais tenham sido transferidos para o túmulo da família na Igreja de São Domingos Maior em Nápoles.

## Família
Era o segundo filho de Antonio de Moncada y Aragón, VI Duque de Montalto, e de Juana de la Cerda, da casa dos Duques de Medinaceli. Após a morte de seu irmão mais velho antes de chegar à idade adulta, ele herdou os títulos nobres de seu pai em 1631.
Casou-se duas vezes: a primeira vez em 1629 com María Enríquez Afán de Ribera (morta em 1638), sem descendência; a segunda vez com Catalina de Moncada (morta em 1660), filha do Marquês de Aytona Francisco de Moncada, com quem teve Fernando, que seria seu sucessor em seus títulos de nobreza.